# Намысловский, Ян Лициний
Ян Лици́ний Намысло́вский (нач. 1560-х, Намыслув, Силезия — между 1633 и 1636) — деятель протестантизма в Великом княжестве Литовском, автор полемических трудов и педагог.
Родился в начале 1560-х годов в силезском Намыслуве. Учился в Краковской академии. В 1585 году стал ректором арианской школы в местечке Ивье, основанной Лаврентием Крышковским. Разработал учебную программу школы, ввёл в образовательный процесс несколько новых предметов. После смерти мецената-арианина Яна Кишки перебрался в Новогрудок, где в 1593 году возглавил местную арианскую общину. Сблизился с лидерами социнианского движения Симоном Будным и Фаустом Социном, сам занимался проповедованием социнианства. Вёл полемику с иезуитом Мартином Смиглецким и кальвинистом Андреем Воланом, участвовал в диспутах.
В 1586 году в Лоской типографии вышел его учебник по логике «Пособие для овладения учением Аристотеля», в котором он отвергал божественность Иисуса Христа, в 1589 году — сборник рифмованных высказываний поучительного характера собственного сочинения «Сентенции, необходимые в общественной жизни». В 1592 году на польском языке издал работу «Анатомия и гармоничность христианского человека» (не сохранилась, в 1636 году переведена на немецкий язык). В 1597 году вышло его «Обращение к братьям-евангелистам», в котором Намысловский призывал кальвинистов к союзу с арианами в противодействии католической реакции. В 1598 году издал полемический труд «Каталисис», направленный против шляхтичей-кальвинистов.
Общественно-политические и религиозные взгляды Намысловского в течение его жизни претерпевали значительные изменения, дошло до того, что в 1615 году он был исключён из социнианской общины за атеизм. По своим воззрениям был рационалистом, деистом, выступал за светское воспитание, в котором основным считал гуманизм и учение о естественной морали. В 1596 году взгляды Намысловского подверглись специальной критике в книге голландского теолога Юниуса.